# Capo della Provincia
Il capo della Provincia fu la carica attribuita ai prefetti dal governo della Repubblica Sociale Italiana.

## La figura

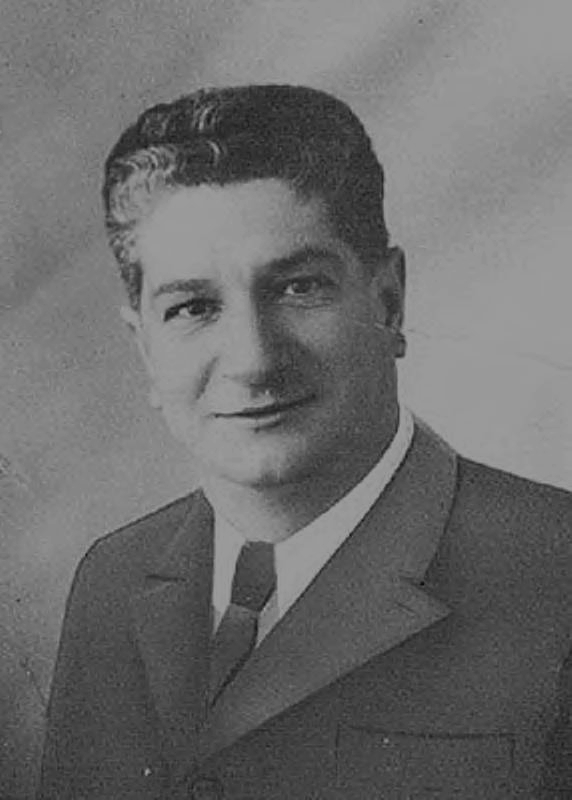
Vincenzo Serrentino, capo della Provincia di Zara

In epoca fascista i prefetti furono uno degli strumenti di cui si avvalse Mussolini per la politica di centralizzazione e rafforzamento del potere esecutivo. Il ruolo del prefetto fu, quindi, ulteriormente rafforzato e il regime si servì di istituti quali il collocamento a riposo per ragioni di servizio o il collocamento a disposizione allo scopo di allontanare i prefetti sgraditi. A livello provinciale però, non furono infrequenti le tensioni tra i prefetti e i massimi dirigenti locali del PNF, i segretari federali, sebbene una circolare di Mussolini del 1927 avesse ribadito che il prefetto doveva considerarsi la prima autorità locale.
Il dualismo tra segretario federale e prefetto fu risolto dal Duce durante la Repubblica Sociale Italiana, allorquando trasformò la carica prefettizia in quella del capo della Provincia alla quale, sul modello di quella del capo del Governo, ogni altra figura amministrativa o partitica avrebbe dovuto sottoporsi.
La decisione fu presa nel corso del primo consiglio dei ministri della RSI quando Mussolini stesso decise che il Capo della Provincia dovesse rappresentare:"l'unicità del Comando politico e amministrativo, essendo a capo tanto della Prefettura quanto della Federazione Fascista Repubblicana. La nomina sarebbe stata effettuata dal Ministero degli Interni con l'approvazione del Ministro Segretario del Partito e si sarebbe posto in posizione sovraordinata non solo ai gerarchi locali del partito, ma anche alle residue cariche amministrative che reggevano le province. Sarebbe poi stato affiancato da un triunvirato federale o, in alcuni particolari casi, da un commissario straordinario..
Tale riforma decadde con la caduta della Repubblica Sociale Italiana. L'accentramento di competenze nel capo della provincia ebbe però nei primi anni del dopoguerra come effetto una certa confusione che portava a sovrastimare il ruolo dei prefetti, nonostante questi con la caduta del fascismo fossero tornati al ruolo di funzionari non soggetti ai partiti che avevano in precedenza.

## Capi di Provincia nel 1943
| Capo della provincia         | Provincia RSI | Note |
| ---------------------------- | ------------- | ---- |
| Paolo Zerbino                | Torino        |      |
| Giovanni Battista Alessandri | Alessandria   |      |
| Cesare Carnazzi              | Aosta         |      |
| Renato Celio                 | Asti          |      |
| Paolo Quarantotto            | Cuneo         |      |
| Dante Tuninetti              | Novara        |      |
| Michele Morsero              | Vercelli      |      |
| Oscar Uccelli                | Milano        |      |
| Emilio Grazioli              | Bergamo       |      |
| Gasparo Barbera              | Brescia       |      |
| Franco Scassellati           | Como          |      |
| Attilio Romano               | Cremona       |      |
| Giovanni Bocchio             | Mantova       |      |
| Rodolfo Vecchini             | Pavia         |      |
| Rino Parenti                 | Sondrio       |      |
| Pietro Giacone               | Varese        |      |
| Carlo Emanuele Basile        | Genova        |      |
| Francesco Bellini            | Imperia       |      |
| Francesco Turchi             | La Spezia     |      |
| Filippo Mirabelli            | Savona        |      |
| Guglielmo Montani            | Bologna       |      |
| Enrico Vezzalini             | Ferrara       |      |
| Alberto Zaccherini           | Forlì         |      |
| Luigi Panzera                | Modena        |      |
| Antonio Valli                | Parma         |      |
| Davide Fossa                 | Piacenza      |      |
| Franco Bogazzi               | Ravenna       |      |
| Enzo Savorgnan di Brazzà     | Reggio Emilia |      |
| Raffaele Manganiello         | Firenze       |      |
| Nicola Benagli               | Apuania       |      |
| Bruno Rao Torres             | Arezzo        |      |
| Alceo Ercolani               | Grosseto      |      |
| Edoardo Facduelle            | Livorno       |      |
| Mario Piazzesi               | Lucca         |      |
| Mariano Pierotti             | Pisa          |      |
| Giuseppe Giovine             | Pistoia       |      |
| Giorgio Alberto Chiurco      | Siena         |      |
| Armando Rocchi               | Perugia       |      |
| Pietro Faustini              | Terni         |      |
| Gino Cagetti                 | Venezia       |      |
| Bruno Fumei                  | Padova        |      |
| Federico Menna               | Rovigo        |      |
| Luigi Gatti                  | Treviso       |      |
| Piero Cosmin                 | Verona        |      |
| Neos Dinale                  | Vicenza       |      |
| Aldo Lusignoli               | Ancona        |      |
| Giuseppe Altini              | Ascoli Piceno |      |
| Ferruccio Ferrazzani         | Macerata      |      |
| Angelo Rossi                 | Pesaro        |      |
| Giuseppe Girgenti            | Chieti        |      |
| Celso Morisi                 | Pescara       |      |
| Vincenzo Ippoliti            | Teramo        |      |
| Edoardo Salerno              | Roma          |      |
| Arturo Rocchi                | Frosinone     |      |
| Giovanni Laghi               | Littoria      |      |
| Ermanno di Marsciano         | Rieti         |      |
| Ubaldo Rottoli               | Viterbo       |      |
| Vincenzo Serrentino          | Zara          |      |